# Francisco Barreto (futbolista)
Francisco Barreto (*Abaí, Caazapá, Paraguay, 1 de marzo de 1981) es un delantero paraguayo que juega actualmente en el Club 30 Unidos de la Liga Minguera de Fútbol en el Departamento de Alto Paraná.

## Carrera
Sus inicios se remontan a su natal Paraguay donde debutó en Cerro Porteño PF en 2002 y jugó en Guaraní en 2003. En 2004 arribó a Tailandia para integrarse a las filas del BEC Tero Sasana de Bangkok donde permaneció hasta fines de 2005. Continuó en el Sudeste Asiático, y al año siguiente lo contrató el PSM Makassar de Indonesia donde permaneció hasta 2008 convirtiendo 77 goles. En 2008 lo contrata el Persisam Samarinda donde permanece sólo un año. En 2009 integró el plantel del Bontang FC y fue uno de los jugadores mejor pagados de la liga con un sueldo anual de entre 1.000 y 1.500 millones de rupias indonesias, (entre 106 y 160 mil dólares).

## Clubes
| Club                   | País      | Año           | PJ | G  |
| ---------------------- | --------- | ------------- | -- | -- |
| Cerro Porteño PF       | Paraguay  | 2002          | 20 | 10 |
| Guaraní                | Paraguay  | 2003          | 24 | 9  |
| BEC Tero Sasana FC     | Tailandia | 2004 - 2005   | 40 | 25 |
| PSM Makassar           | Indonesia | 2006 - 2008   | 65 | 30 |
| Bali United Pusam F.C. | Indonesia | 2008 - 2009   | 27 | 15 |
| Bontang FC             | Indonesia | 2009 - 2010   | 36 | 22 |
| Persiba Balikpapan     | Indonesia | 2010 - 2012   | 56 | 33 |
| Gresik United          | Indonesia | 2012 - 2014   | 32 | 12 |
| Sportivo Luqueño       | Paraguay  | 2014          | 3  | 0  |
| Cerro Porteño PF       | Paraguay  | 2014-2015     |    |    |
| Club 30 Unidos         | Paraguay  | 2016-presente |    |    |